# ゴッド・オブ・ローマ
『ゴッド・オブ・ローマ』（英：GODS OF ROME）はゲームロフトが開発・配信している対戦型格闘ゲーム。
本作は世界各国の神話や伝説に登場する神々や魔物を主題とした対戦型格闘ゲームであり、メーカーは「RPG型格闘ゲーム」と位置付けている。

## システム
対戦型格闘ゲームである本作の操作体系は、タップ、スワイプ、ホールドを主体としている。基本的には一対一だが、最大三人までのチームを組むこともできる。

### ゲームモード
ストーリーモード
テネブラスに支配された天界の解放を目指すモード。
スペシャルイベント
期間限定で開催されるイベント。プレイヤーの成績をインターネットで競い、ランキング上位の入賞者には様々な賞品が入手できる。
PvP

## キャラクター
プレイヤーの操作するキャラクターはギリシャ神話、ローマ神話、北欧神話などに登場する、神や魔物をモチーフとしており、各キャラクターにレアリティ（星1つ～4つ）とクラス（種族）の概念が設定されており、星の数が多いほど能力も高くなる。
クラスは「神」「古代神」「半神」「魔物」「英雄」の5つがあり、「神→古代神→半神→魔物→英雄→神」の順で優劣が設定されている。
神
- アテナ
- アルテミス
- アレス
- ウルカヌス
- オシリス
- ゼウス
- ダークアテナ
- ダークゼウス
- ハデス
- ポセイドン

古代神
- アトラス
- インファーナルタロス
- クロノス
- タロス
- ノースウォーカー
- プロメテウス
- ラー

半神
- アキレス
- 関羽
- セト
- ダレイオス
- ネロ
- ヒッポリュテ
- ヘラクレス
- ペルセウス
- ベロス
- ラグナー

魔物
- アシェン
- アヌビス
- サイクロプス
- ステンノ
- セベク
- 妲己
- ミノタウロス
- メデューサ
- ロムルス&レムス（2人で1人の扱いとなっている）

英雄
- ウェルキンゲトリクス
- クレオパトラ
- ケントゥリオ・ユリウス
- ゴクウ
- スパルタクス
- マシニッサ
- 木蘭
- ユリウス

クラス不定
モードによってクラスが変動する。敵としてのみ登場する。
- 暗黒戦士の魂
- ミイラ

その他
- テネブラス
- マーキュリー - プレイヤーと同行する神。プレイヤーキャラクターや敵としては登場しない。